# Juan Alfredo César Müller
Pour les articles homonymes, voir Müller.
Juan Alfredo César Müller (né à Buenos Aires le 29 juin 1927 et mort à São Paulo le 1er juillet 1990) était un psychologue argentin qui exerça notamment au Brésil. Il a étudié la psychologie au sein de l'Institut C. G. Jung de Zurich, où il fut un élève de Léopold Szondi.
Il influença des intellectuels brésiliens tels que l'écrivain Olavo de Carvalho, qui fut particulièrement intéressé par les travaux de Müller portant sur l'astrologie.
Le docteur Müller fut le traducteur de l'allemand vers le portugais de l'ouvrage de psychanalyse Introduction à la psychologie du destin (titre portugais : Introdução à psicologia do destino) écrit par Léopold Szondi en 1972.